# 拉科韋 (沃茲涅先斯克區)
47°32′16″N 31°24′4″E / 47.53778°N 31.40111°E
拉科韋（烏克蘭語：Ракове），是烏克蘭的村落，位於該國南部尼古拉耶夫州，由沃茲涅先斯克區負責管轄，面積1.6平方公里，海拔高度44米，2001年人口708，人口密度每平方公里442.5人。